# Aminiasi Naituyaga
Aminiasi Naituyaga (ur. 23 czerwca 1973, zm. 6 marca 2002 w Sigatoka) – fidżyjski rugbysta grający na pozycji rwacza, reprezentant kraju zarówno w wersji piętnasto-, jak i siedmioosobowej, triumfator Pucharu Świata 1997.
Związany był z lokalnym zespołem Nadroga, w którym występował na pozycji rwacza.
Otrzymał w 1997 roku powołanie do reprezentacji kraju w rugby 7 na Puchar Świata, w którym Fidżyjczycy okazali się niepokonani zdobywając po raz pierwszy Melrose Cup, a sam Naituyaga został wybrany do zespołu gwiazd turnieju. Po tym turnieju Post Fiji wydała serię znaczków upamiętniającą zwycięską drużynę, w której znajdowali się również Waisale Serevi, Taniela Qauqau, Jope Tuikabe, Leveni Duvuduvukula, Inoke Maraiwai, Lemeki Koroi, Marika Vunibaka, Luke Erenavula i Manasa Bari. Brał także udział w kampaniach Fidżyjczyków w IRB Sevens World Series w sezonach 1999/2000 i 2001/2002.
Również w 1997 roku rozegrał cztery testmecze w piętnastoosobowej wersji tego sportu, zaś rok później znajdował się w składzie Fidżyjczyków na mecze z lokalnymi zespołami na Wyspach Brytyjskich.
Utonął w rzece Sigatoka, ciała nie odnaleziono.